# Chinas
Chinas és una pel·lícula dramàtica espanyola de 2023 escrita, produïda i dirigida per Arantxa Echevarría. La pel·lícula és protagonitzada per Valeria Fernández, Yeju Ji, Ella Qiu i Shiman Yang. Es va estrenar en cinemes espanyols el 6 d'octubre de 2023.
El llargmetratge aborda diferents perspectives generacionals, la duresa de la migració xinesa a Espanya i els conflictes als quals s'enfronten les protagonistes.

## Argument
Mostra la vida de dues nenes xineses de 9 anys a Usera, companyes d’escola però amb situacions totalment diferents. Lucía és filla dels comerciants d’un basar, nascuda a Espanya i filla d'immigrants de primera generació. Se sent absolutament integrada i només pensa en fer el mateix que les seves companyestegrada, però s'avergonyeix dels seus pares perquè no parlen castellà i no li deixen fer allò que més desitja: celebrar el seu aniversari a un Burger King. Comparteix aquestes angoixes amb la seva germana gran Claudia, que es rebel·la contra els pares fent «botellón» d’amagat.
D’altra banda, Xiang és una nena xinesa adoptada per un matrimoni espanyol de classe alta. Tot i que li costa ser acceptada pels altres nens degut al seu aspecte, tampoc se sent xinesa i es pregunta sovint pels seus pares biològics.
Les històries de Lucía, Claudia i Xiang, finalment, acaben per creuar-se i separar-se però mantenen un objectiu comú: la recerca de la pròpia identitat.

## Repartiment
- Yeju Ji com Shul, mare de Lucía.
- Daniela Shiman Yang (acredita com Shiman Yang) com Lucía.
- Ella Qiu com Xiang, companya de classe de Lucía.
- Xinyi Ye com Claudia, germana major de Lucía.
- Valeria Fernández com Susana, millor amiga de Lucía.
- Julio Hu Chen com Wang, amic i pretendent de Claudía, imposat pels seus pares.
- Qingfei Zhu com Feng, pare de Lucía.
- Leonor Watling com a Sol, mare adoptiva de Xiang.
- Carolina Yuste com Amaya, amiga i clienta habitual del basar.
- Pablo Molinero com Julián, pare adoptiu de Xiang.

## Estrena
Chinas ses va projectar per primera vegada, fora de competició, en la  71a edició del Festival Internacional de Cinema de Sant Sebastià celebrats al setembre de 2023; per a després fer el seu debut en cinemes el 6 d'octubre de 2023.

## Producció
Segons la pròpia directora, la idea del guió va sorgir quan la filla dels amos d’un basar xinès li va demanar d’amagat que portés la seva carta als Reis perquè els seus pares no li deixaven entregar-la. Està feta majoritàriament amb actors no professionals.
Ha estat produïda per Tvtec Servicios Audiovisuales, Lazona Producciones, i Hojalata Films AIE, amb la participació de RTVE, Orange, Movistar Plus+ i el suport de l'ICAA. Part dels exteriors es van filmar a Usera.

## Premis
| Premi         | Dia de la cerimònia    | Categoria                                     | Destinataris            | Resultat | Ref.   |
| ------------- | ---------------------- | --------------------------------------------- | ----------------------- | -------- | ------ |
| Premis Forqué | 16 de desembre de 2023 | Premi Forqué al Cinema i l'Educació en Valors | Chinas                  | Nominat  | [ 9 ]  |
| Premis Goya   | 10 de febrer de 2024   | Millor actriu revelació                       | Xinyi Ye                | Nominat  | [ 10 ] |
| Premis Goya   | 10 de febrer de 2024   | Millor actriu revelació                       | Yeju Ji                 | Nominat  | [ 10 ] |
| Premis Goya   | 10 de febrer de 2024   | Millor actor revelació                        | Julio Hu Chen           | Nominat  | [ 10 ] |
| Premis Goya   | 10 de febrer de 2024   | Millor cançó original                         | Chinas de Marina Herlop | Nominat  | [ 10 ] |